# Dorsetodon
Dorsetodon — вимерлий рід ссавців з ранньокрейдової (берріаської) групи Пурбек Британії. Вона представлена ізольованими нижніми молярами.